# Aosta
Aosta (italià Aosta, francès Aoste, valldostà Aoûta) és un municipi italià, situat a la regió de Vall d'Aosta. L'any 2006 tenia 34.672 habitants. Limita amb dels municipis de Charvensod, Gignod, Gressan, Pollein, Roisan, Saint-Christophe i Sarre.

## Geografia física
Es troba en el costat italià del túnel del Mont Blanc, en la confluència dels rius Buthier i Dora Baltea. La vall limita amb algunes de les muntanyes més altes d'Europa, incloent el Cerví o Matterhorn, Mont Blanc, Monte Rosa i el Gran Paradiso.

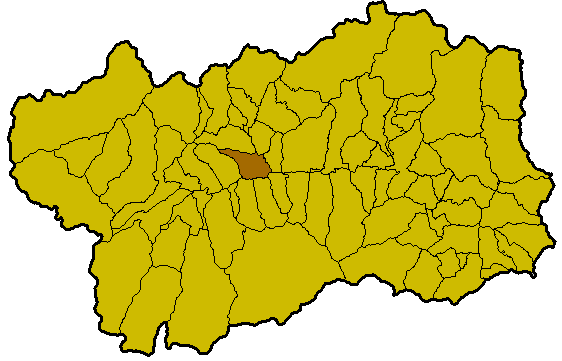
Situació d'Aosta a la Vall

## Història
Aosta va ser fundada pels salasses; en el 25 aC. es va convertir en capital de la regió colonitzada pels romans i va prendre el nom d'Augusta Praetoria. En l'edat mitjana, després de suportar les dominacions dels gots, francs i sarraïns, va passar als Savoia 1025.

## Administració
| Període   | Identitat      | Partit           |
| --------- | -------------- | ---------------- |
| 2005-2010 | Guido Grimod   | Llista cívica-UV |
| 2010-2015 | Bruno Giordano | Llista cívica-UV |
| 2015-     | Fulvio Centoz  | PD               |

## Personatges il·lustres
- Sant Anselm d'Aosta
- Emanuele Artom, partisà
- Innocenzo Manzetti
- Eugénie Martinet, poetessa en arpità.
- Natalino Sapegno
- Augusto Vecchi
- Sergio Pellissier, futbolista
- Piero Chiambretti
- Anselme Réan
- Federico Chabod,
- Georges Carrel
- Luigi Pareyson
- Corrado Gex
- Albert Deffeyes, alpinista
- Marco Albarello, atleta olímpic
- Andrea Gentile, futbolista
- Diodato, cantant

## Agermanament
Aosta està agermanada amb les següents poblacions:
- Kaolack, Senegal
- Narbona, França
- San Giorgio Morgeto, Itàlia
- Sinaia, Romania